# 夏尔西别克·司的克
夏尔西别克·司的克（1925年8月—2006年9月16日），男，柯尔克孜族，新疆特克斯人，中华人民共和国政治人物，曾任新疆维吾尔自治区人大常委会副主任，中国《玛纳斯》研究会会长。